# Pierre-Basile Benoit
Pour l’article homonyme, voir Benoît.
Pierre Basile Benoit (8 octobre 1837-11 novembre 1910) fut un agriculteur et homme politique fédéral du Québec.

## Biographie
Né à Longueuil dans le Bas-Canada, il étudia à Saint-Hyacinthe. Devenu fermier dans la région proche de Saint-Hubert, il tenta de devenir député à l'Assemblée nationale en 1871. En 1886, il devint superintendant du Canal de Chambly et servit également comme membre du Conseil de l'agriculture du Québec et président de la Société d'agriculture de Chambly.
Élu député du Parti conservateur dans la circonscription fédérale de Chambly en 1867, il fut réélu en 1872. Défait en 1874, il reprit son siège en 1876. Réélu en 1878 et en 1882, il démissionna en 1886.